# Agugliano
Agugliano är en ort och kommun i provinsen Ancona i regionen Marche i Italien. Kommunen hade 4 733 invånare (2018).